# Hội Khoa học Kỹ thuật Lâm nghiệp Việt Nam
Hội Khoa học Kỹ thuật Lâm nghiệp Việt Nam, gọi tắt là Hội Lâm nghiệp Việt Nam, là tổ chức xã hội nghề nghiệp phi chính phủ phi lợi nhuận của những người và các tổ chức, doanh nghiệp hoạt động trong lĩnh vực nghiên cứu phát triển, khai thác kinh doanh trong ngành lâm nghiệp tại Việt Nam.
Hội thành lập theo Quyết định 253/BT ngày 13/12/1982 của Hội đồng Bộ trưởng (nay là Chính phủ).
Điều lệ Hội được phê duyệt tại Quyết định 37/199/QD-BTCCBCP ngày 21 tháng 9 năm 1999 của Ban Tổ chức cán bộ (nay là Bộ Nội vụ) .
Trụ sở Hội đặt tại địa chỉ số 114 đường Hoàng Quốc Việt, phường Nghĩa Tân, quận Cầu Giấy, thành phố Hà Nội.